# Gonzalo Lobo
Gonzalo Lobo Méndez (Luarca, Asturias, 23 de abril de 1931-Madrid, 11 de febrero de 2025) fue un sacerdote católico, teólogo y escritor español.

## Biografía
Gonzalo Lobo nació en la localidad asturiana de Luarca (1931). Tras concluir sus estudios elementales, se trasladó a Roma, donde se licenció en Derecho Canónico en la Universidad Pontificia de Santo Tomás de Aquino. Durante sus años universitarios vivió en el Colegio Romano, junto a san Josemaría Escrivá. Pocos años antes (1 de abril de 1951) había solicitado su admisión en el Opus Dei. Después de su ordenación sacerdotal (1956) en Roma, regresó a España, donde desarrolló su actividad pastoral hasta su fallecimiento.
Compatibilizó su labor pastoral con la divulgación teológica a través de sus publicaciones, con las que se propuso dar a conocer los fundamentos de las verdades reveladas, recordando que la fe no es únicamente un producto de la reflexión intelectual, aunque tampoco es irracional y necesita ser comprendida individualmente. En su "manual de Teología Fundamental", expuso argumentos para la fe.
Falleció en Madrid, el 11 de febrero de 2025.

## Obra
Su producción literaria aparece dividida en dos grupos: 1. La fe cristiana; 2. Facilitar la comprensión de los contenidos de la fe cristiana, proporcionándo argumentos para ayudar a los lectores a su vida espiritual y a su trato con Dios.